# ヤークトコマンド
ヤークトコマンド（ドイツ語: Jagdkommando）は、オーストリア連邦軍の特殊部隊。連邦軍参謀本部直轄部隊で、ニーダーエスターライヒ州ウィーナー・ノイシュタットのマクシミリアン兵営に司令部を置く。

## 概要

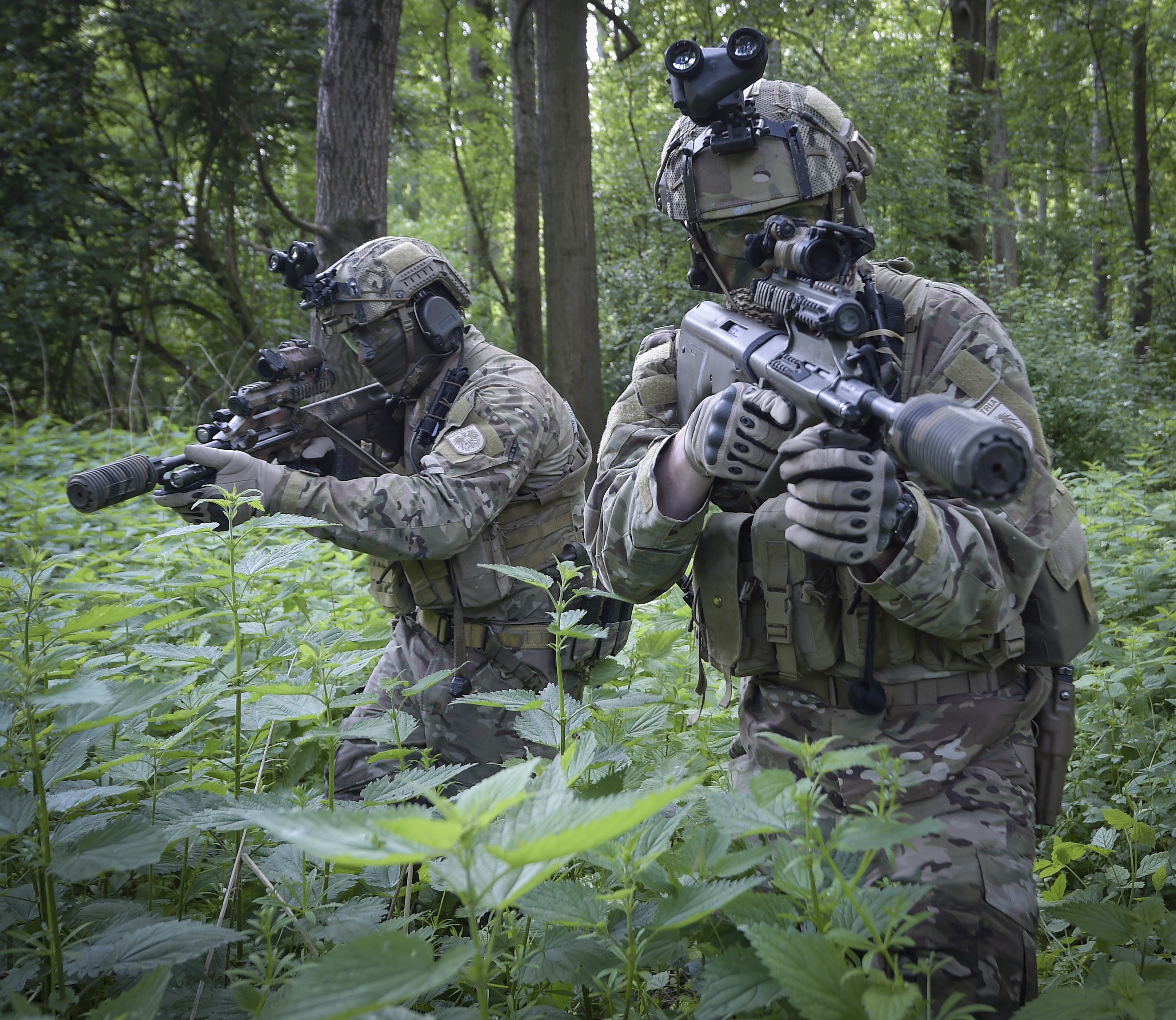
ヤークトコマンドの隊員

陸海空あらゆる環境下での軍事作戦に従事する為、隊員は多くの知識、技能を習得している。またヤークトコマンドは災害救助や在外市民の緊急避難、さらに国境での密輸摘発にも従事することがある。隊員が着用するベレー帽の色は赤茶色だったが、2003年以降はオリーブドラブ色に変更された。徽章は落下傘と翼、剣を組み合わせた意匠で、上衣の左胸ポケットの上に佩用されるほか、ベレー帽の前章としても用いられる。部隊の標語（numquam retro）は、「不退転」や「決して後退しない」を意味するラテン語である。

### 歴史
第一次世界大戦時、オーストリア＝ハンガリー帝国陸軍にて小規模のコマンド部隊が誕生し、ヤークトコマンド(「猟兵コマンド部隊」)と名付けられた。
オーストリア軍の特殊部隊として創設されたのは1962年のことであり、前年度の1961年にオーストリア軍兵士がアメリカ陸軍のレンジャー・スクールに派遣されて訓練を受けた。
その後、コソボ紛争やチャド、アフガニスタン紛争、2015年にはマリにおけるEU連合軍による作戦に参加した。

### 訓練
ヤークトコマンドの選抜試験を受けるための条件は、前科が無いオーストリア市民で、オーストリア軍兵役の現役を終え、かつ伍長教育を修了していなければならない。また3週間にわたる基礎コース（行軍、水泳、障害走、格闘術など）に合格して初めて、27週間の選抜試験への参加を許される。入隊選抜試験では引き続き基礎体力及び精神面が試され、ヤークトコマンドに必要な技能も教育される。毎年100名以上の志願者が受験するが、最終的には20名前後の隊員しか残らない程過酷である。ヤークトコマンドの特技章を得た合格者の全員がヤークトコマンドにとどまるとは限らず、原隊へ戻って勤務する場合もある。
入隊後は、教育隊でサバイバル訓練、爆破訓練、自由降下訓練、近接戦闘及び射撃訓練、潜水遠泳訓練や衛生教育訓練などが行われる。

## 装備

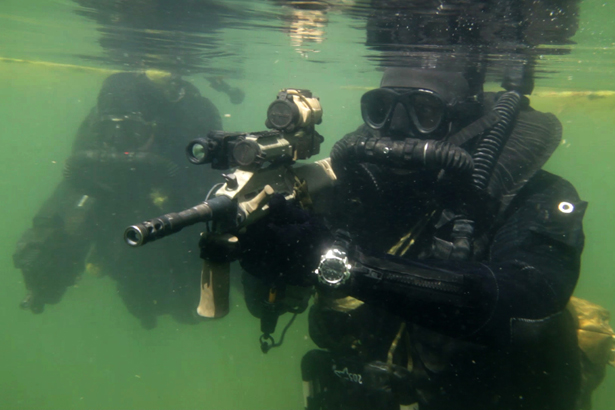
潜水装備のヤークトコマンド隊員

- グロック17[3]
- FN P90[3]
- ステアーAUG[3]
- H&K HK417[4]
- ステアーSSG
- バレットM82[3]
- バレットM95[3]
- グロックおよびヤークトコマンドナイフ